# Alexander Cameron Rutherford
Alexander Cameron Rutherford (ur. 2 lutego 1857, zm. 12 czerwca 1941) – kanadyjski prawnik i polityk. Premier prowincji Alberta.
Urodził się w miejscowości Osgoode, w Carleton County w prowincji Ontario. Jego rodzice, James Rutherford i Elizabeth Cameron, przybyli do Kanady z Aberfeldy w Szkocji w 1855. Byli baptystami. Chodził do szkół publicznych w Ontario. Ukończył Woodstock College. W 1881 na McGill University uzyskał podwójny bakalaureat (Bachelor of Arts i Bachelor of Civil Law). Pracował w spółce Hodgkins, Kidd, and Rutherford. W 1885 uzyskał uprawnienia do wykonywania zawodu adwokata. 
W 1888 ożenił się z Marthą (zwaną Mattie) Birkett, córką Williama i Elizabeth Birkettów z Ottawy. Mieli trójkę dzieci: Cecila Alexandra, Hazel Elizabeth i Marjorie Cameron. 
Po przeprowadzce do miejscowości Strathcona w Terytoriach Północno-Zachodnich został wybrany do North-West Legislative Assembly (Zgromadzenie Legislacyjne Terytoriów Północno-Zachodnich). Funkcję tę sprawował w latach 1902-1905. W 1905 wszedł w skład pierwszego rządu prowincji jako premier, skarbnik i minister edukacji. Jego administracja postawiła sobie za cel upowszechnienie edukacji i telefonii oraz rozwój sieci kolejowej. W 1906 wydał postanowienie o utworzeniu Uniwersytetu Alberty. W dowód uznania dla pracy na rzecz szkolnictwa otrzymał doktorat honorowy University of Toronto. Urząd premiera złożył w 1910. Po zakończeniu kariery politycznej wrócił do zawodu prawnika. Był też kanclerzem Uniwersytetu Alberty. Jego biblioteka wchodzi w skład księgozbioru tej uczelni.